# Ahornsee (Dachstein)
Der Ahornsee liegt im steirischen Anteil des Dachsteinmassivs im Gradenbachtal. Er liegt in einem endorheischen Becken. Von oberhalb rinnt ihm insbesondere das Wasser des Grafenbergsees, 2 Kilometer westlich und 150 Höhenmeter höher gelegen, unterirdisch zu, und er entwässert ebenfalls unterirdisch über den Gradenbach, der seine Quelle bei dem Seelein etwa 200 m südöstlich hat.
Haarblättriger Wasserhahnenfuß und Gegensätzliche Armleuchteralge sind besonders am Ostufer dominierend. Schwimmendes Laichkraut ist spärlich, wenig vital und könnte eingebracht sein. Am Westufer ist eine Hütte mit Feuerstellen ein beliebtes Wanderziel. Das Ufer ist durch Beweidung, Betritt und Badebetrieb stellenweise beeinträchtigt.

## Wanderwege
- Aufstieg zur Grafenbergalm
- Abstieg nach Haus